# NGC 447
NGC 447 es una galaxia espiral barrada de la constelación de Piscis. 
Fue descubierta el 8 de octubre de 1861 por el astrónomo Heinrich Louis d'Arrest.